# Ctenochaetus marginatus
Ctenochaetus marginatus е вид бодлоперка от семейство Acanthuridae. Видът не е застрашен от изчезване.

## Разпространение
Разпространен е в Еквадор (Галапагоски острови), Кирибати (Гилбъртови острови, Лайн и Феникс), Колумбия (Малпело), Коста Рика (Кокос), Малки далечни острови на САЩ (Атол Джонстън, Лайн, Остров Бейкър и Хауленд), Маршалови острови, Мексико (Ревияхихедо), Микронезия, Панама, Франция (Клипертон) и Френска Полинезия.